# Prémierfait
Prémierfait ist eine französische Gemeinde mit 90 Einwohnern (Stand: 1. Januar 2022) im Département Aube in der Region Grand Est. Sie gehört zum Kanton Creney-près-Troyes und zum Arrondissement Nogent-sur-Seine. 

## Lage
Sie ist umgeben von folgenden Nachbargemeinden:
| Rhèges              | Bessy                                       | Pouan-les-Vallées |
| Droupt-Sainte-Marie | Kompassrose, die auf Nachbargemeinden zeigt | Nozay             |
| Droupt-Saint-Basle  | Les Grandes-Chapelles                       |                   |

## Bevölkerungsentwicklung

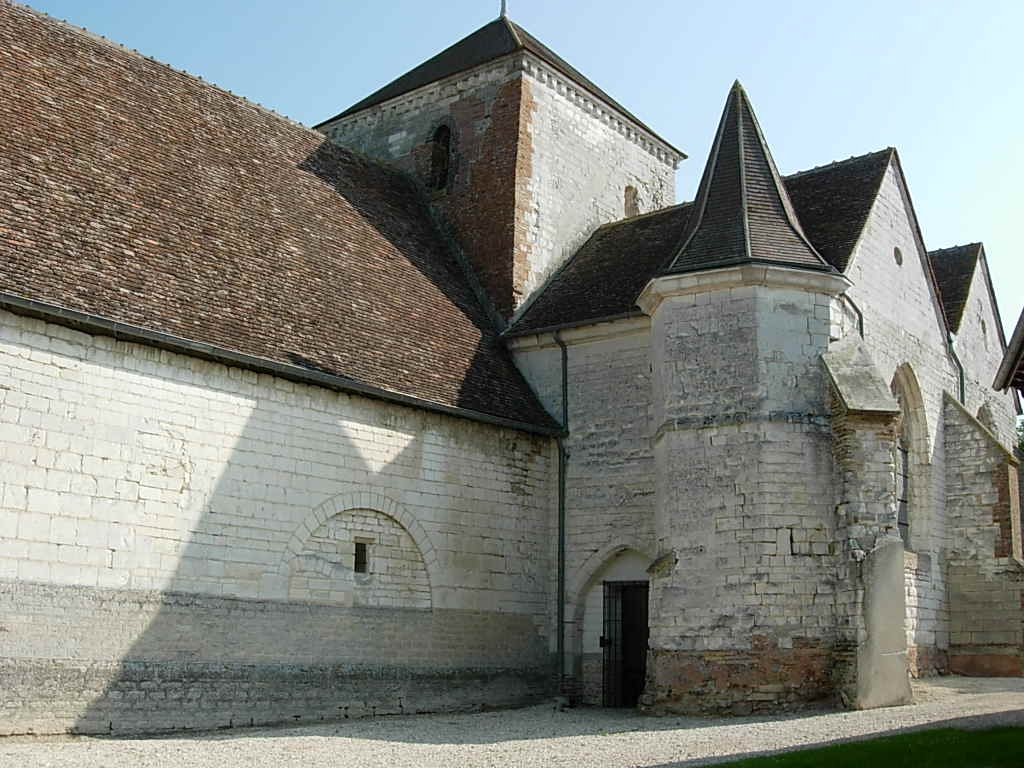
Kirche Saint-Laurent, Monument historique seit 1937

| Jahr                      | 1962 | 1968 | 1975 | 1982 | 1990 | 1999 | 2008 | 2016 |
| ------------------------- | ---- | ---- | ---- | ---- | ---- | ---- | ---- | ---- |
| Einwohner                 | 125  | 108  | 87   | 88   | 85   | 73   | 104  | 90   |
| Quelle: Cassini und INSEE |      |      |      |      |      |      |      |      |

## Persönlichkeiten
- Laurent de Premierfait (um 1365–1418), Humanist und Übersetzer